# Julian Wilkowski
Julian Wilkowski ps. „Krosiński” (ur. 1890, zm. 29 października 1914 pod Mołotkowem) – chorąży żandarmerii Legionów Polskich, kawaler Orderu Virtuti Militari.

## Życiorys
Od 1912 roku studiował na Wydziale Filozoficznym Uniwersytetu Jagiellońskiego. W sierpniu 1914 roku wstąpił do Legionów Polskich i został wcielony do 2 pułku piechoty. Następnie został adiutantem Komendy Żandarmerii Polowej przy cesarskiej i królewskiej Komendzie Legionów Polskich. Awansowany na chorążego żandarmerii - XII ranga. 29 października 1914 roku poległ w bitwie pod Mołotkowem razem z rotmistrzem Robertem Kunickim. 
17 maja 1922 roku odznaczono go pośmiertnie orderem wojskowym „Virtuti Militari" V klasy.  

## Ordery i odznaczenia
- Krzyż Srebrny Orderu Wojskowego Virtuti Militari nr 7695 – pośmiertnie, 17 maja 1922[3][2]
- Krzyż Niepodległości – pośmiertnie